# Gravina (vino)
Il Gravina è un vino DOC la cui produzione è consentita nella città metropolitana di Bari. In special modo nella città di Gravina in Puglia.

## Caratteristiche organolettiche
- colore: paglierino tendente al verdolino.
- odore: caratteristico, gradevole.
- sapore: secco o amabile, fresco, sapido, armonico, delicato, talvolta un po' vivace.

## Storia
In un manoscritto del 1871 oggi custodito nel museo della Fondazione Pomarici Santomasi a Gravina in Puglia, si magnificavano le qualità di un vino spumante che avrebbe potuto far concorrenza ai vini di Francia. Questo vino era chiamato Verdeca di Gravina, non per l'utilizzo dell'omonimo vitigno, bensì per i suoi marcati riflessi verdognoli.
Era un vino famoso in tutto il circondario. Veniva spumantizzato in maniera quasi inconsapevole mediante la rifermentazione in contenitori sigillati delle varietà locali, Greco, Malvasia e Bianco di Alessano, che in virtù delle basse temperature delle cantine ipogee scavate nel tufo, manteneva un buon residuo zuccherino risultando mosso e delicatamente piacevole al palato.

## Produzione
Provincia, stagione, volume in ettolitri
- Bari (1990/1991) 663,0
- Bari (1991/1992) 2332,0
- Bari (1992/1993) 1817,0
- Bari (1993/1994) 2179,0
- Bari (1994/1995) 1542,0
- Bari (1995/1996) 1569,0